# Känsö

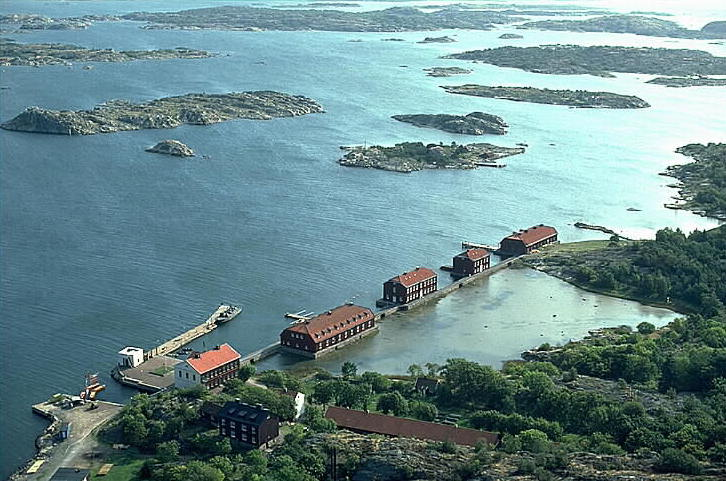
Flygfoto

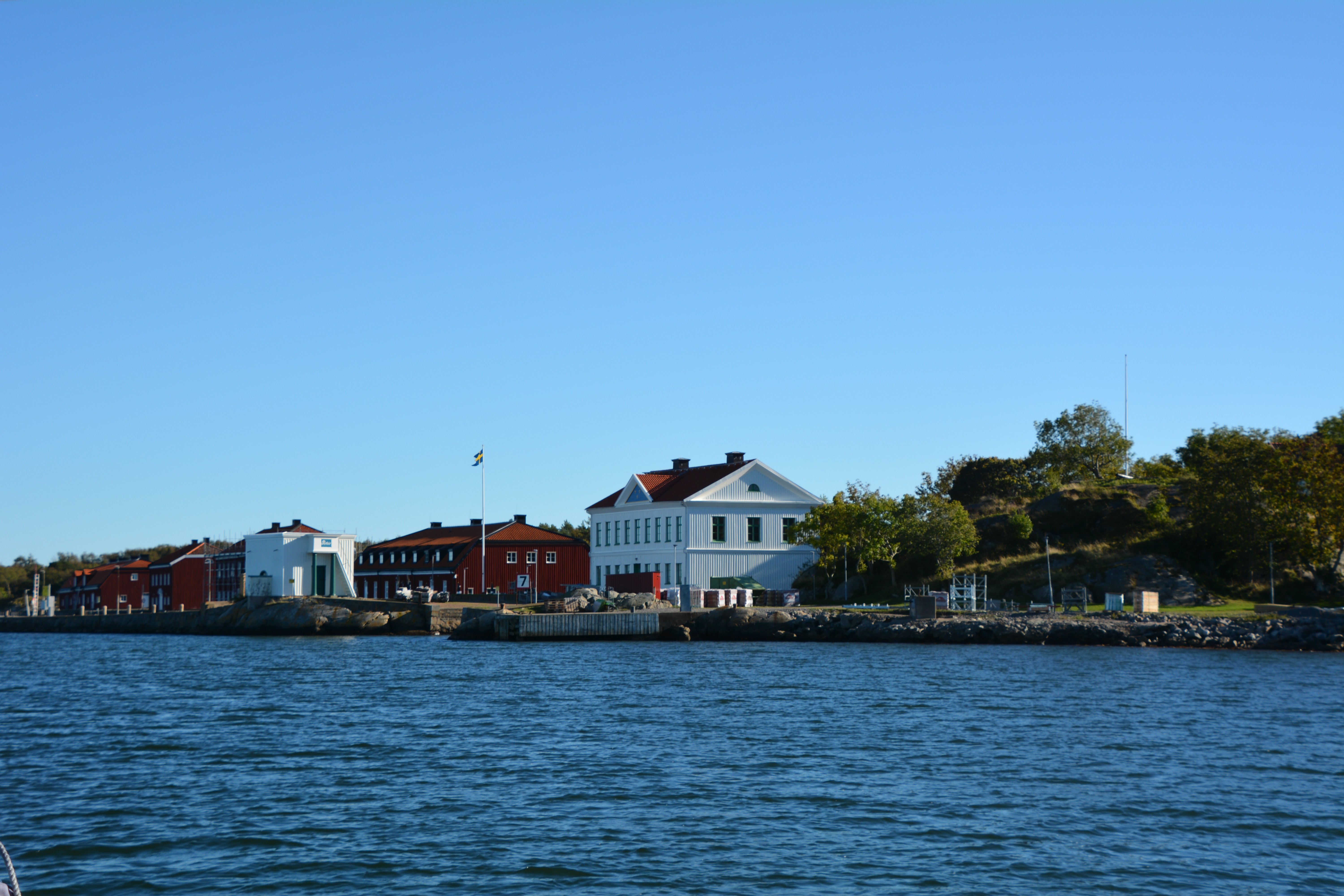
Den tidigare Känsö karantänsanläggning

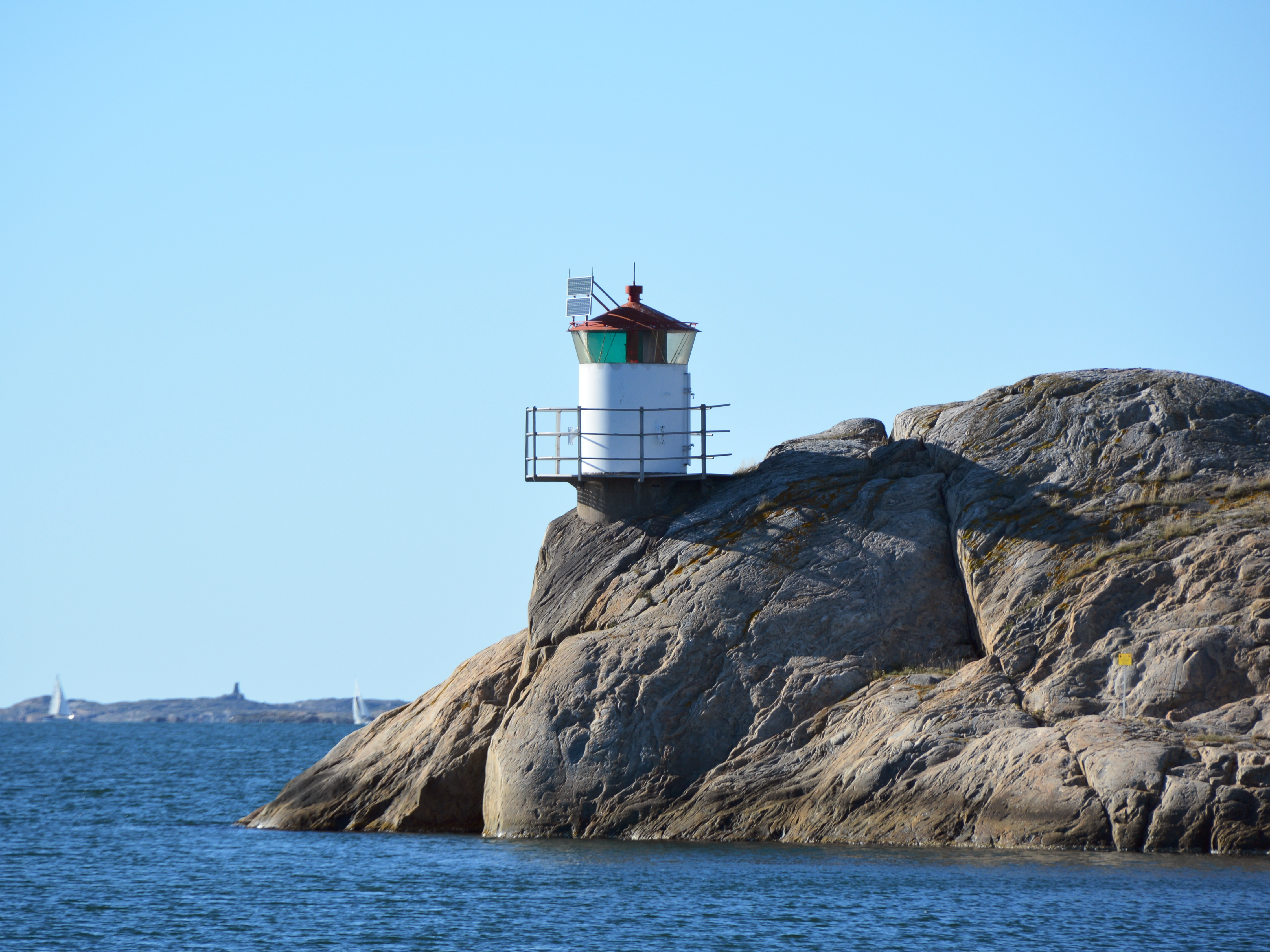
Stora Känsö fyr

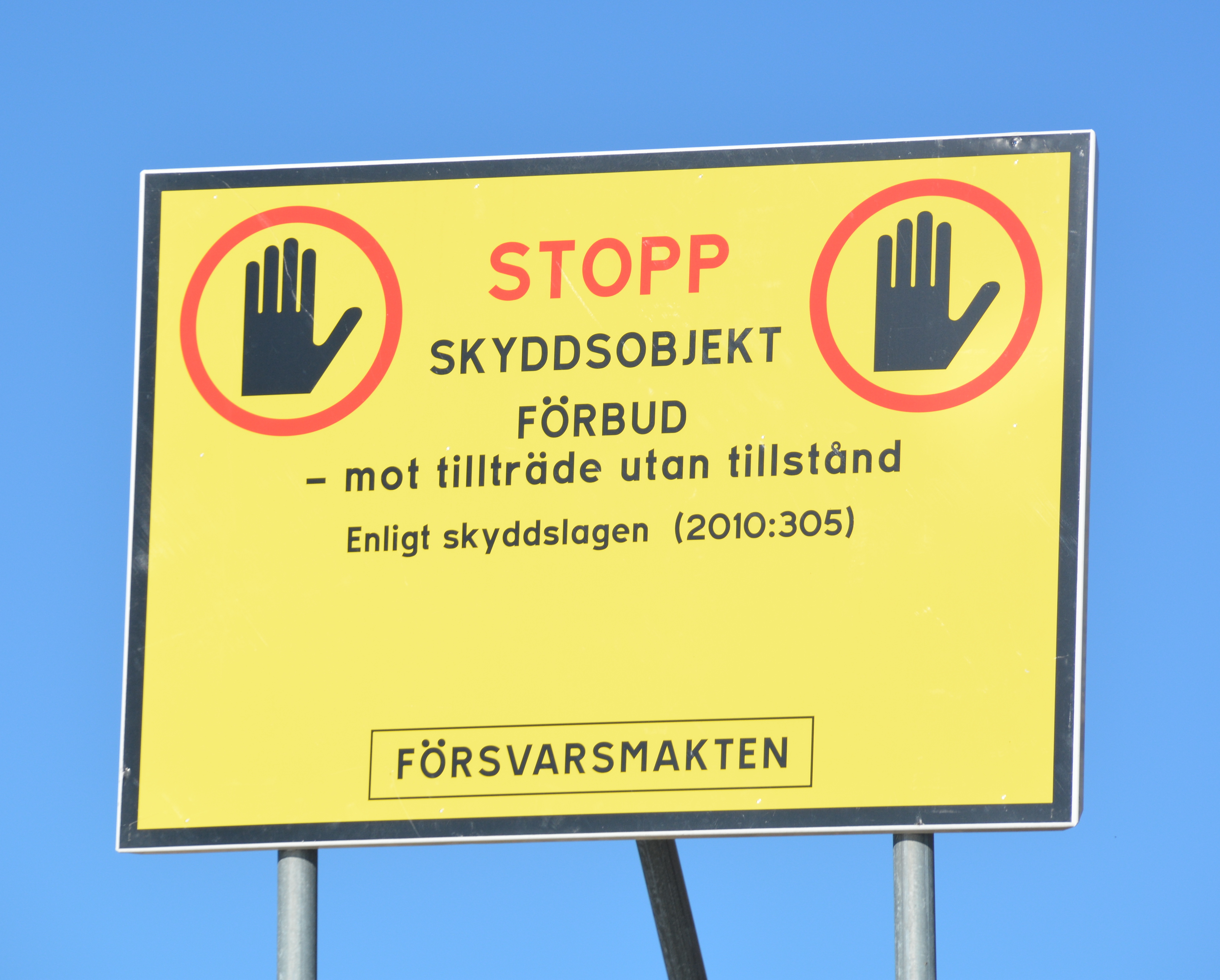
Förbudsskylt på Känsö

Känsö, eller Stora Känsö, är en ö på 60 hektar i Göteborgs södra skärgård. Känsö är ett militärt skyddsobjekt, vilket innebär att civila inte får landstiga utan särskilt tillstånd. Byggnaderna förvaltas av Fortifikationsverket och är i flera fall statliga byggnadsminnen sedan 10 november 1939.
Idag används ön för amfibiekårens övningsverksamhet och som förläggning för upp till 250 personer vid utbildning i skärgårdsmiljö. Det finns även matsal, mäss, bastubyggnad och vaktmästarebyggnad.
Varje sommar hålls även en blåsorkesterkurs i regi av Hemvärnets musikkår Göteborg, Elfsborgsgruppen och Försvarsmedicincentrum.

## Historia
Namnet Känsö härstammar enligt lokalbefolkningen från ”tjönnas” ö, vilket är ett gammalt bohuslänskt ord för nötkreatur. En annan uppgift är att namnet kommer från det fornnordiska kön som betyder böld eller svulst. Namnet var då Könsö. Någon gång förväxlades ö med ä och namnet blev Känsö.
Känsö har tidigare använts till boskapsbete och torvbrytning av brännöborna. Det fanns inga träd på ön då och ingen bodde där. Kronan arrenderade Känsö i andra hand år 1804 för att bedriva karantänverksamhet på ön.
På ön har funnits en karantänsstation och tidigare ett sillsalteri och ett trankokeri. Tunnbindare Smith med familj flyttade till Känsö år 1785 och blev de första bofasta på ön. Viktor Rydberg var anställd som informator hos konsul Anders Svalander och bodde på Känsö 1852-1853. Det finns en minnessten på Känsö för Olof Ericsson och sönerna Nils Ericson känd för järnvägsbygge och John som uppfann propellern. Fadern Olof Ericsson arbetade som verkmästare på Känsö. 
En tvist om äganderätten till Känsö pågick under flera år. Hovrätten för Västra Sverige slog i maj 2009 fast att ön ägs av fastighetsägare på den närliggande ön Brännö. Domen vann laga kraft i mars 2010 efter det att Högsta domstolen inte meddelat prövningstillstånd efter överklagande från staten.

## Karantänsanläggning
Känsö karantänsanläggning anlades i början av 1800-talet. För att hindra smittsamma sjukdomar i handelsskepp från fjärran länder att spridas i Sverige fick fartygen vid sjukdomsutbrott utomlands ligga i karantän utanför Känsö. Lasten fick renas och eventuella sjukdomsfall ombord skulle isoleras på ön. Speciella byggnader uppfördes 1816-19 under ledning av fortifikationsofficeren Jacob Forsell och efter direktiv av läkaren Pehr Dubb. Byggnaderna finns kvar välbevarade, och världsunik är Parloiren i hamnen. Från 1920-talet ansågs behov av karantänsanläggningen inte längre föreligga, och den avvecklades 1934. 
Tillsyningsman Harry Carlsson med familj var de sista som flyttade från Känsö 1951.

## Militär anläggning
Marinförvaltningen övertog Känsö med anläggning 1935 för utbildning och förläggning. Västkustens marinkommando använde ön till utbildningsläger som grundutbildning, repetitionsutbildning och frivilligutbildning. Under beredskapsåren hade beredskapsförband förläggning på ön. Därefter installerades en radarstation som ingick i krigsorganisationen, men den finns inte kvar längre.
En frivillig ungdomsavdelning bildades 1948 inom Älvsborgs kustartilleriregemente (KA 4). Syftet med denna var att ge ungdomar mellan 15 och 25 år en meningsfull fritidssysselsättning, försvarsupplysning och rekrytera till officersyrket. I utbildningen ingick sommarläger på Känsö med förarbevis för segel och motorbåt och kustskepparexamen. År 1977 öppnades utbildningen även för flickor. 
Sen 1986 är Känsö också platsen för Sjövärnskårens Göteborgsavdelnings årliga verksamheter under sommaren. Varje sommar vistas här ungdomar från hela Västra Götaland i 19 dagar för att lära sjölivets elementa. Man övar bland annat rodd, simning, livräddning, segling och har undervisning i ledarskap och första hjälpen.

## Naturen
Fram till att militären övertog Känsö så fanns det inga träd på ön. Jacob Forsell, som var karantänchef, anlade en trädgård år 1818. 5 000 träd och buskar planterades på ön och år 1829 hade det ökat till 25 000 träd. År 1824 dränktes många träd  i högvattnet, men 1832 fanns ett 50-tal kvar, till prydnad och även skörd av frukt och grönsaker. Läkaren Carl Gustaf Wastenius odlade den övre trädgården på 1850-talet. Vid sidan av fotbollsplanen låg det kål- och potatistäppor, som tillhörde tjänstemännen och matroserna.
Betesdjur fanns på Känsö fram till 1934, därefter har trädvegetationen kunnat bereda ut sig på ön. Aspar och björkar täcker idag större delen av ön.
Stig Magnusson gjorde en inventering av fågelarter på Känsö år 1971. 
Floran inventerades av Lill Weibull under somrarna 1994–96.